# マイヅルソウ属
マイヅルソウ属（マイヅルソウぞく、学名：Maianthemum、漢字表記：舞鶴草属）は、ユリ科の属の1つ。
APG植物分類体系では、マイヅルソウ属は、ユリ目ユリ科からキジカクシ目キジカクシ科に分類される。また、属として独立していた旧ユキザサ属（ユキザサぞく、学名：Smilacina、漢字表記：雪笹属）を本属に含める。

## 特徴
多年草。地下に根茎がある。茎は1本立ちし、葉は2個または複数互生する。花は2数性で花被片、雄蕊が4個で、子房が2室のものと、3数性で花被片、雄蕊が6個で、子房が3室のものがあり、両性または雌雄異株で単性の種がある。果実は球状の液果になり赤色に熟す。

## 分布
世界に約40種分布し、日本には6種ある。

## 種
和名はYListに、学名はYList またはThe Plant Listによる。

### 日本に分布する種
旧マイヅルソウ属花は2数性
- ヒメマイヅルソウ Maianthemum bifolium (L.) F.W.Schmidt - 雌雄同株。マイヅルソウと比べ、茎の上部や葉の裏面に突起毛がある。日本では本州中北部と北海道に分布し、亜高山帯に稀に生育する。世界では朝鮮半島、中国大陸、サハリン、カムチャツカ、シベリアに分布する[4]。
- マイヅルソウ Maianthemum dilatatum (A.W.Wood) A.Nelson et J.F.Macbr. - 雌雄同株。葉は2個互生し、花は茎先に総状花序につける。日本では、北海道、本州、四国、九州に分布し、山地や亜高山帯の針葉樹林の林床に生育する。国外では、朝鮮半島、中国大陸東北部、千島列島、サハリン、シベリア東部、カムチャツカ、北アメリカに広く分布する[4]。

旧ユキザサ属花は3数性
- ユキザサ Maianthemum japonicum (A.Gray) LaFrankie - 雌雄同株。茎の高さは20-70cmになり、花は白色。日本では、北海道、本州、四国、九州に分布し、山地の落葉広葉樹林の林床に生育する。国外では、朝鮮半島、中国大陸、ウスリー、アムールに分布する[4]。
- ハルナユキザサ Maianthemum robustum (Makino et Honda) LaFrankie - 雌雄同株。茎の高さは80-150cmになり、花は白色で花被片はユキザサより幅が広い。日本固有種で、群馬県の榛名山、栃木県日光の男体山のほか、本州中部地方に分布し、落葉広葉樹林の林床に生育する[4][7][8]。
- ヤマトユキザサ Maianthemum hondoense (Ohwi) LaFrankie - 雌雄異株。茎の高さは35-70cmになり、全体に軟毛が多く、花被片は緑白色。日本固有種で、本州の東北地方南部から中部地方までと奈良県に分布し、亜高山帯下部の針葉樹林の林床に生育する[4][7][9]。
- ヒロハユキザサ Maianthemum yesoense (Franch. et Sav.) LaFrankie - 雌雄異株。茎の高さは45-70cmになり、全体に毛が少なく、花被片は緑色を帯びる。日本固有種で、本州の東北地方から中部地方に分布し、亜高山帯針葉樹林の林床に生育する[4][7][9]。

### その他の主な種
- エビチャザサ Maianthemum bicolor (Nakai) Cubey
- カナダマイヅルソウ Maianthemum canadense Desf.
- カラフトユキザサ Maianthemum dahuricum (Fisch. et C.A.Mey.) LaFrankie
- タイワンユキザサ Maianthemum formosanum (Hayata) LaFrankie
- トナカイソウ Maianthemum trifolium (L.) Sloboda

## ギャラリー
- ユキザサ
（福島県福島市）
- ハルナユキザサ
（東京大学日光植物園）
- ヤマトユキザサ
（群馬県至仏山）
- ヒロハユキザサ
（福島県燧ヶ岳）